# Найкращі вороги (фільм, 1961)
«Найкращі вороги» (італ. I due nemici; англ. The Best of Enemies) — італійська воєнна кінокомедія режисера Гая Гамільтона виробництва 1961 року.

## Сюжет
У 1941 році два офіцери британської армії — майор Річардсон (Дейвід Нівен) і пілот Бурк (Майкл Вайлдінг) під час Східноафриканської кампанії зазнають аварії на літаку і їх бере в полон ворожий італійський підрозділ, яким керує капітан Віторіо Блазі (Альберто Сорді). Та незабаром ситуація докорінно змінюється і тепер уже ці ж англійські офіцери на чолі британської моторизованої колони женуться за італійцями і капітаном Блазі.

## Ролі виконують
- Дейвід Нівен — майор Річардсон
- Альберто Сорді — капітан Віторіо Блазі
- Майкл Вайлдінг[en] — пілот Бурк
- Гаррі Ендрю[en] — капітан Рут
- Ноель Гаррісон[en] — капітан Рут
- Бернард Кріббінс — солдат в броньованій машині
- Амедео Наццарі — майор Форнарі

## Навколо фільму
- Британський актор Дейвід Нівен і Альберто Сорді відбували військову службу під час Другої світової війни, однак жоден з них не був у Абісинії.
- Фільм вийшов на екрани 26 жовтня 1961 року і був дуже добре прийнятий критиками та глядачами. Загалом він зібрав 1 088 040 000 лір.

## Нагороди
Режисер Гай Гамільтон і актор Альберто Сорді у 1962 році фільм були номіновані на премію Британської академії телебачення та кіномистецтва, а у 1963 році на американську кінопремію Золотий глобус.